# Корейська міфологія

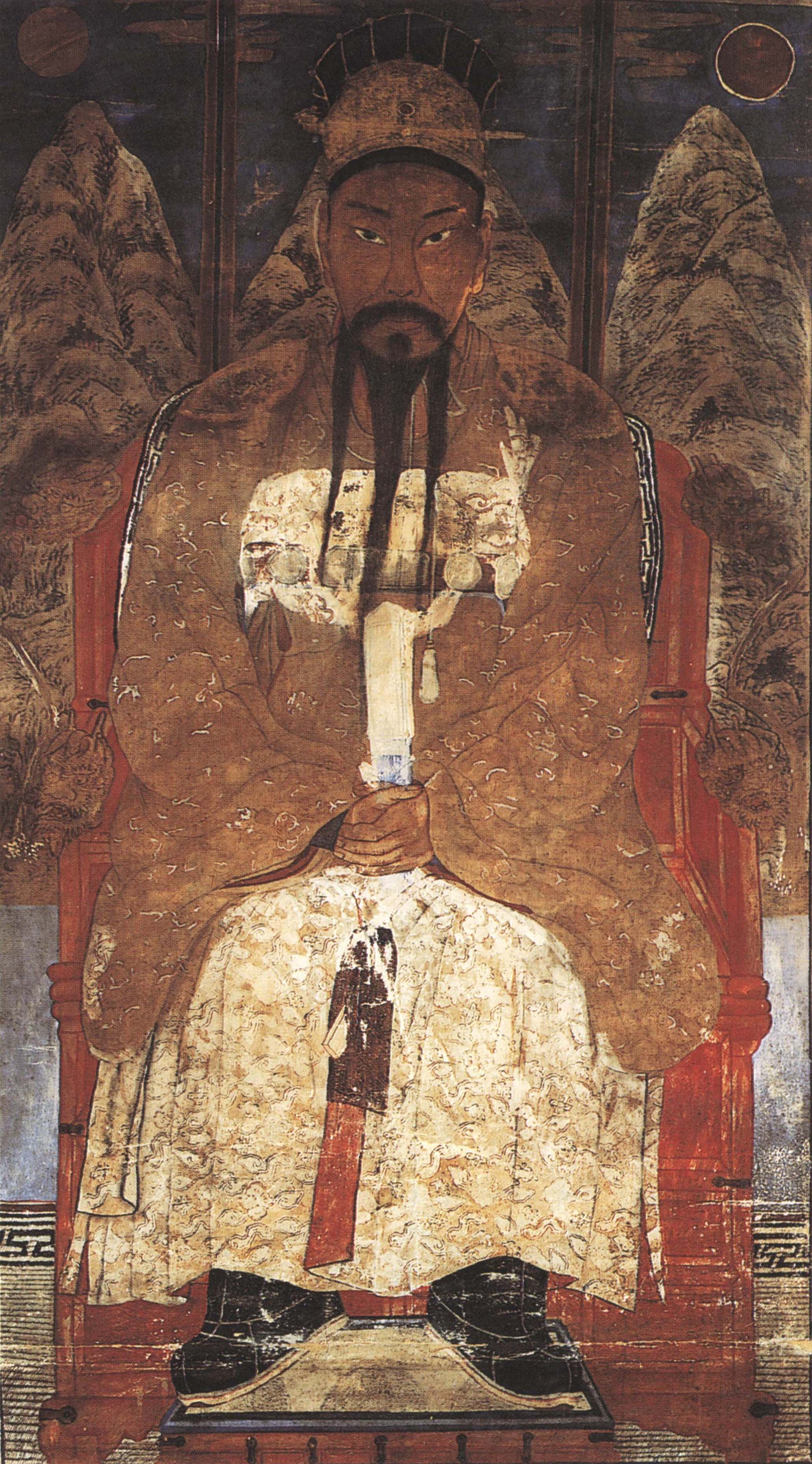
Тангун, легендарний засновник першого корейського царства

Корейська міфологія — сукупність легенд і переказів, що від стародавніх часів усно передавались від покоління до покоління на Корейському півострові й були записані лише в історичні часи.
Корейська міфологія, в силу географічного розташування, зазнавала значного впливу з боку китайської та японської міфологій, а також з боку традицій та вірувань острівних тихоокеанських народів.
Більшість корейських міфів оповідають не про богів, а пояснюють, наприклад, походження світу, природні та соціальні явища тощо. Часто корейські міфи є вузько локалізованими та стосуються лише конкретних поселень чи родів.
Сюжети й образи корейської міфології часто використовували в своїй творчості митці різних часів.

## Міфологія

### Створення світу
Уявлення про створення світу в різних частинах півострову були різними й часто зводились до казкових оповідей про створення того чи іншого конкретного об'єкту (гори, річки, озера тощо). Відповідно до однієї з легенд землю та водойми створили велетні за наказом своєї повелительки Халласан. Інший переказ каже, що небесні світила є земними дітьми, які в пошуках порятунку від Тигра втекли на небо.
Однією з найвідоміших легенд про створення гір є переказ про гору Амісан, що розташована в північно-східній частині Південної Кореї. Ця легенда є досить популярною і тепер: її розповідають туристам, які опиняються біля гори. Верхня частина гори роздвоєна, що робить її схожою на двогорбого верблюда. Легенда каже, що в давнину гора мала звичайний вигляд, а біля її підніжжя жила бідна селянка з сином і дочкою, які народились велетнями. Одного разу діти-велетні вирішили позмагатись у силі й витривалості, а переможець отримував право вбити переможеного. Відповідно до умов змагання хлопчик мав пробігти у сталевих черевиках велику відстань, а його сестра тим часом — звести кам'яну стіну навколо гори Амісан. Коли дівчина вже майже закінчила роботу, її покликала мати вечеряти. В той час прибіг брат, який уже подолав усю дистанцію. Побачивши, що стіна не готова, брат на правах переможця відтяв голову сестрі, та мати сказала, що то через неї дівчина не змогла вчасно завершити роботу. Зганьбившись, хлопець спробував встромити меча собі в груди, проте зброя відскочила й полетіла в бік гори. Вдарившись у маківку Амісану, меч залишив западину, що надала горі форми двогорбого верблюда.

### Міфи про правителів
Найчисленнішими серед міфів про засновників є родові перекази. Втім центральне місце серед подібних міфів займає легенда про Тангуна — засновника першого корейського царства Кочосон.
Відповідно до тієї легенди Тангун був нащадком небесного царя Хваніна. У Хваніна був син Хванун, якому судилося жити на Землі. Останній з трьома тисячами послідовників спустився на гору Пектусан, де заснував божественне місто Сінсі. Потім він придумав закони та почав навчати людей різних ремесел, сільського господарства та медицини.
У той час у печері Тигр і Ведмедиця молилися Хвануну, благаючи дати їм людську подобу. Почувши їхні молитви, Хванун дав їм по 20 часточок часнику і стеблинки полину, наказавши їсти тільки ту їжу й уникати сонячного світла протягом 100 днів. За 20 днів Тигр порушив обітницю та вийшов із печери, Ведмедиця ж залишилась і перетворилась на жінку. Вона продовжила молитись Хвануну, прохаючи дати їй чоловіка. Хванун, дослухавшись до її молитов, узяв її за дружину, після чого в них народився син, якого назвали Тангун Вангом.
Тангун заснував місто Пхеньян і зробив його столицею свого королівства. Королівство отримало назву Чосон. Потім він переніс столицю в Асадаль на горі Пегаксан. За півтори тисячі років столиця була перенесена в Чанданген, а у віці 1908 років Тангун остаточно зробив столицею Асадаль, після чого став духом гір.

### Дракони
Під впливом китайської культури корейці перейняли любов до драконів. Корейська міфологія налічує величезну кількість казок і переказів про цих істот. Кожен з легендарних драконів мав особливі риси, що залежало від місця проживання. Корейські дракони, як і китайські, були позитивними персонажами на відміну від європейської традиції. Вони допомагали людям і боролися зі злом. Окрім того, дракон був обов'язковим супутником кожного легендарного корейського правителя. Зовнішня відмінна риса корейських драконів полягала в тому, що вони не мали крил, але мали довгу бороду.

### Легенди про духів
Особливе місце в корейській міфології посідають різноманітні духи. Відповідно до давньокорейських вірувань увесь всесвіт заповнюють божества й духи, якими володарює небесний цар Ханинім. Корейці населяли духами все, що їх оточувало: небо, зорі, хмари, моря, річки й ліси, житло, рослини й тварин. Найпопулярнішими були духи гір (сак-сін), з якими часто асоціюють дух тигра (хосін), володаря гір.

### Культова міфологія
Культова міфологія з'явилась у Кореї під впливом китайських релігійно філософських систем, зокрема буддизму, даосизму й конфуціанства. Ще 372 року буддизм став офіційною релігією в корейській державі Когурьо. Багато зі стародавніх божеств і духів увійшли до буддійського пантеону та були переосмислені. Даосизм набув популярності в VII столітті, залишивши помітний слід у народному світогляді й мистецтві.

## Персонажі
- Вонгві — злі духи, примари загиблих насильницькою смертю людей
- Імугі — морський змій
- Іно — русалка, що живе в Японському морі біля острова Чеджудо
- Йондон — домашній дух, який стежить за порядком у домі
- Квісін — загальна назва демонів і духів
- Міменгві — злі духи, якими стають загиблі люди або ж холостяки, які не залишили нащадків
- Пульгасарі — добрий дух, що захищає від поганих снів
- Тхеджагві — дух померлої від віспи дівчинки, що передбачає майбутнє
- Хаєчі — левоподібна істота, що захищає ображених
- Чан'їн — кудлаті велетні
- Чхолліма — крилатий кінь[3]